# Il giuramento degli Orazi
Il giuramento degli Orazi (Le Serment des Horaces) è un dipinto a olio su tela (330 × 425 cm) del pittore francese Jacques-Louis David, realizzato nel 1784 e conservato nel Museo del Louvre di Parigi; è considerato un manifesto importante del Neoclassicismo.
Il dipinto è tratto da una leggenda romana, secondo cui, durante il regno di Tullo Ostilio, per decidere l'esito della guerra di Roma e Alba Longa, tre fratelli romani (gli Orazi) si dovettero scontrare con tre fratelli di Alba Longa (i Curiazi). Dei Curiazi non sopravvisse nessuno mentre dei tre Orazi uno riuscì a ritornare sancendo la vittoria di Roma. Il tema del giuramento degli Orazi è tratto dalla narrazione storica di Tito Livio e dalla tragedia Horace di Corneille.

## Storia
Jacques-Louis David ottenne con l'opera Antioco e Stratonice il prestigioso Prix de Rome, che gli garantì una borsa di studio per un quinquennio di perfezionamento artistico a Roma. Di ritorno dalla laboriosa officina artistica capitolina, nel 1780 David espose a Parigi alcuni suoi dipinti, in una mostra che ebbe uno sfolgorante successo; l'eco del suo talento giunse perfino al re Luigi XVI, dal quale iniziò a ricevere committenza. Fra i quadri richiesti figurò proprio Il giuramento degli Orazi, inteso come glorificazione della lealtà allo Stato e della fedeltà alla corona francese (e non alle autorità ecclesiastiche). David eseguì il dipinto nel 1784, per poi presentarlo nel 1785 al Salon di Parigi, dove riscosse numerosi plausi tanto da esser definito «il più bel quadro del secolo». Malgrado fosse stato realizzato circa quattro anni prima dello scoppio della Rivoluzione francese, Il giuramento degli Orazi è considerato anche uno dei quadri più iconici e rappresentativi del tempo.
Dal punto di vista iconografico, Il giuramento degli Orazi fonde svariate influenze; tra i punti di riferimento più evidenti appaiono l'Ab Urbe Condita dello storico romano Tito Livio e la tragedia Horace del drammaturgo francese Pierre Corneille. Per quanto riguarda lo stile dell'opera, David si è invece ispirato alla maniera classicista di Nicolas Poussin. Fu lo stesso artista ad ammettere le fonti d'ispirazione dell'opera, per quanto riguarda sia i contenuti che la materia narrativa.

## Descrizione

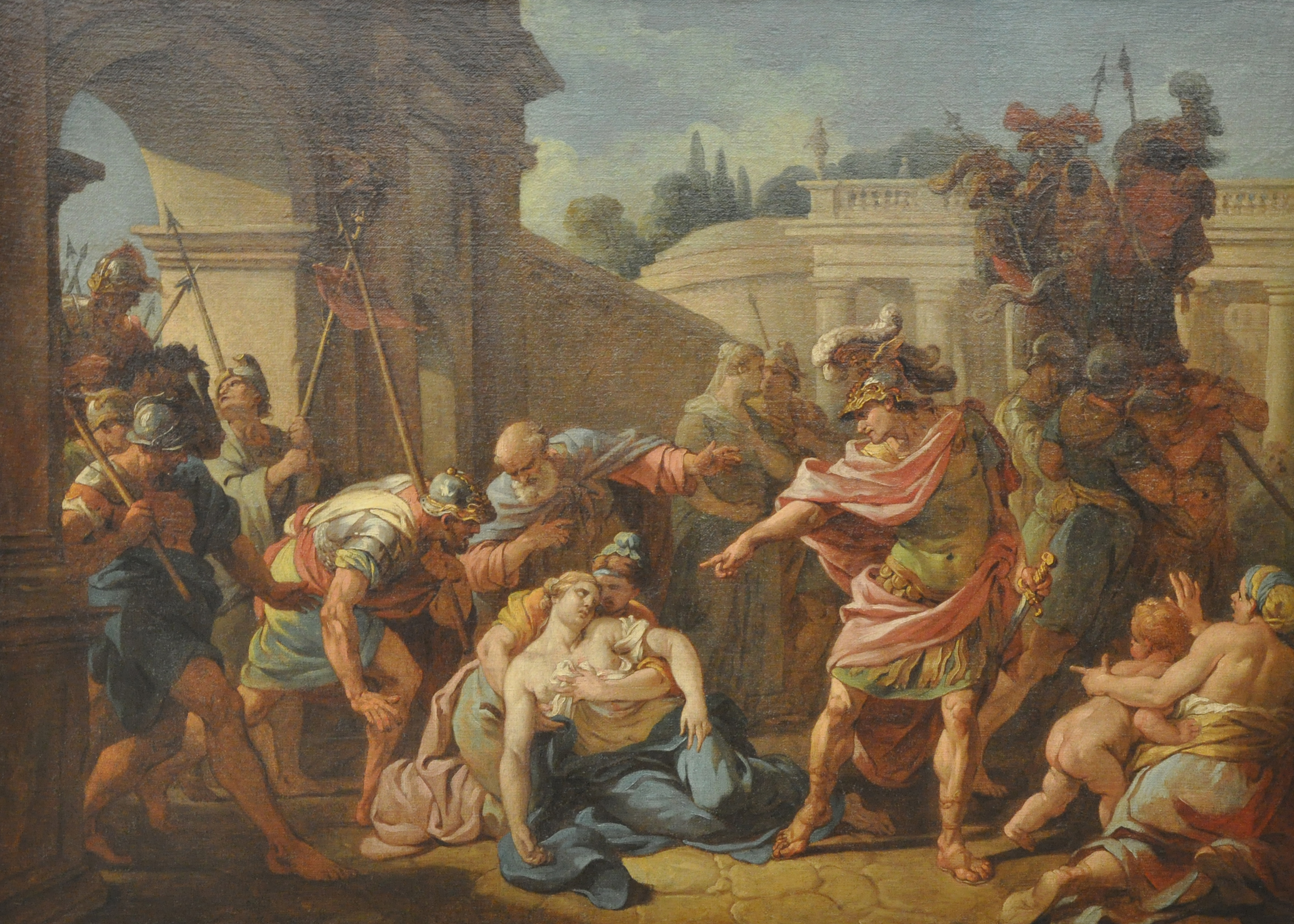
Orazio mentre uccide Camilla: dipinto di Jean-François Lagrenée

### Tema
Il soggetto dipinto nel quadro, come già accennato, è esplicitamente desunto dall'Horace di Corneille, nel quale si narra della guerra scatenatasi tra le città di Roma e Albalonga sotto il regno di Tullio Ostilio. Per porre fine alla belligeranza, che stava spargendo sin troppo sangue, si decise di affidare le sorti del conflitto ad un duello armato tra due gruppi di campioni, ciascuno in rappresentanza delle due città: la scelta dei Romani cadde sui tre fratelli Orazi, mentre Albalonga inviò per il combattimento i tre fratelli Curiazi. Ciò malgrado, il vincolo che legava Roma ed Albalonga, prima delle ostilità, era molto saldo, tanto che numerose famiglie provenienti da città diverse si erano unite tra di loro con intrecci matrimoniali. È questo il caso di Sabina, moglie del romano Orazio, e di Camilla, moglie promessa di Curiazio, si trattava di una situazione assai spinosa, in quanto ambedue le donne erano destinate a perdere i fratelli per mano del marito, o a perdere un marito per mano dei fratelli. Per questo motivo, entrambe tentarono di opporsi allo scontro in armi, ma invano.
Nel duello la sorte inizialmente sembrò deporre a favore dei Curiazi; rimase infatti un solo Orazio a combattere, ma con un'avveduta escogitazione riuscì comunque ad uccidere i tre fratelli albani ed a evitare la sconfitta definitiva. Fu così che Albalonga fu costretta a darsi per vinta, mentre Roma vinse la guerra e conquistò finalmente l'egemonia del territorio. Infervorato dal successo, Orazio si aspettava che anche la sorella Camilla (che aveva perso nel combattimento il futuro sposo) gioisse del trionfo di Roma; ciò tuttavia non successe, ed egli, reso folle dal patriottismo, accusò la sorella di «piangere un nemico di Roma» (IV, 5) e la trafisse con la spada, uccidendola.

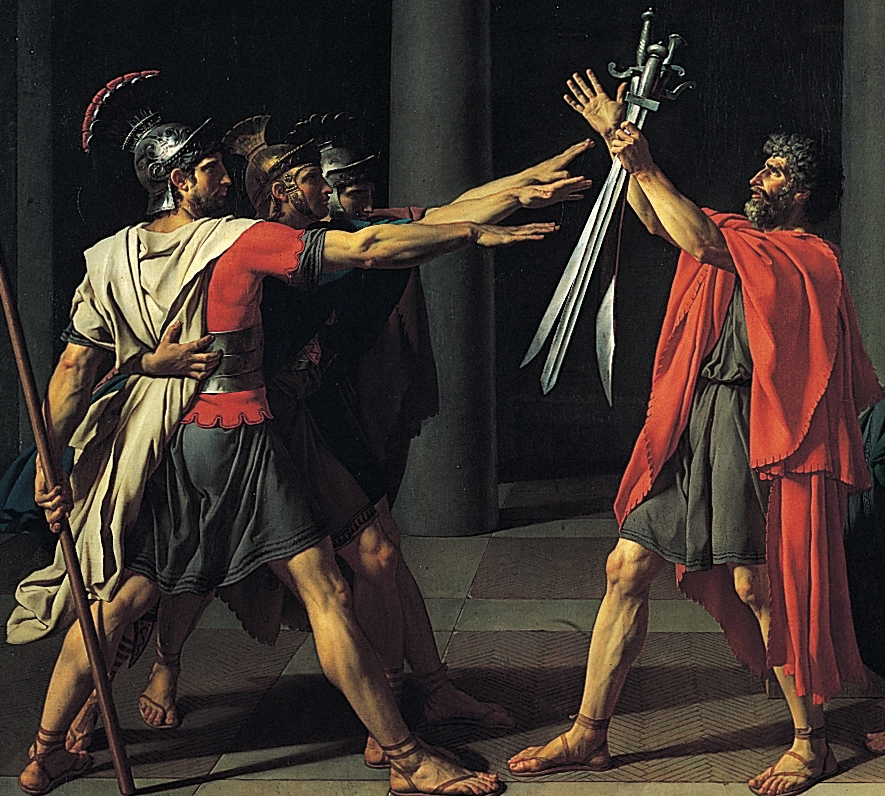
Dettaglio dei tre Orazi e del loro padre

### Composizione
La scena, come già accennato in precedenza, ricalca il classico dramma poetico. David, tuttavia, non sceglie di presentare un momento cruento o tragico dell'Horace, raffigurando in conformità al gusto neoclassico la sua componente più solenne, ovvero l'attimo in cui i tre prodi combattenti, nonostante l'età e la probabile inesperienza, decidono di scontrarsi per la pace di Roma. Gli uomini presentano un braccio proteso in avanti, le gambe divaricate e tese, sono stretti in un abbraccio che denota grande forza morale e mostrano sguardi e gesti molto decisi e quasi marziali: in questo modo, David infonde nel loro atteggiamento tutto l'eroismo e l'irremovibilità che precede la battaglia. Al centro della composizione è collocato invece il vecchio padre, che - in un gesto di solenne autorità - allarga la mano destra in segno di buon auspicio, mentre con la sinistra solleva in alto le tre spade lucenti che darà ai figli una volta ricevuto il giuramento. Si tratta di uno dei personaggi più centrali della rappresentazione, come indicato dal vivacissimo colore rosso del mantello, e presenta le labbra dischiuse avendo appena chiesto ai figli il fatidico giuramento: «O Roma o morte».
Dall'altro lato del dipinto, in netto contrasto psicologico, si notano infine le donne che, rattristate dall'intera vicenda, sono avvilite e accasciate l'una sull'altra. Affrontano il loro destino con stoica rassegnazione, evitando di abbandonarsi a comportamenti di teatrale drammaticità (non piangono neppure, benché abbiano la testa ricurva sulle spalle del personaggio vicino) e dimostrando di aver compreso, quindi, l'inevitabilità della scelta dei loro uomini, che si offrono alle armi per il bene della patria. Di queste donne, in particolare, la madre degli Orazi copre i due suoi figlioli con un velo scuro, presagio di morte, mentre la figlia Camilla, con le mani riposte sul grembo, si accascia sulla cognata Sabina, che per darle forza le poggia una mano sulla spalla.
Per dare maggiore credibilità storica al proprio quadro, David inserì la scena de Il giuramento degli Orazi all'interno di un'antica domus romana realizzata con precisione quasi analitica: del severo atrio tuscanico dell'abitazione sono visibili l'opera spicata della pavimentazione, scandita a sua volta da fasci di marmo geometrici, ed il freddo porticato sullo sfondo, con le colonne tuscaniche (non doriche come potrebbe sembrare, infatti manca la rastrematura, onnipresente nelle colonne greche), dal fusto liscio e prive di base. A sinistra oltre il porticato sono visibili una lancia e uno scudo appesi; a destra, infine, è visibile un'arcata che lascia intravedere una finestra alta e altri spazi abitativi.

## Stile
Lo schema geometrico e prospettico de Il giuramento degli Orazi è impostato su una serie di diagonali che, seguendo l'andamento delle fughe del pavimento, convergono nel centro del quadro, costituito dal pugno sinistro del vecchio padre, quello che regge le spade: gli sguardi dei quattro uomini, e anche dell'osservatore, sono guidati proprio verso quel punto. L'impianto delle diagonali forma inoltre numerosi triangoli, con il vertice corrispondente al pugno con le spade; questa figura geometrica è ripresa anche dalle solenni pose dei tre giovani e del padre.
Molto studiato è anche il gioco di luci e ombre. Memore della lezione italiana di Caravaggio, David sceglie in quest'opera di lasciare lo sfondo in penombra, così da sottolineare la drammaticità del giuramento e, al contempo, dare particolare risalto all'azione che si sta svolgendo in primo piano. Quest'ultimo è inondato con omogeneità da una luce fredda, intensa, che mette in rilievo l'essenzialità degli spazi ed illumina i corpi dei personaggi, descrivendoli analiticamente. Si tratta di un netto rifiuto alla frivolezza del rococò, associato all'Ancien Régime, che invece era dominato da luci calde e accoglienti e da una gradazione tonale dei colori.
David usa sapientemente le luci anche per sottolineare il contrasto tra il gruppo degli uomini e quello delle donne: «spezzate, contrastate e tormentate» quelle che illuminano gli uomini, più tenui e soffuse quelle che rischiarano le donne. La netta separazione dei due sessi è evidenziata anche dal codice grafico che consta di linee rigide e dritte per gli uomini, e di sinuose curve per le donne.
L'apparato cromatico serve invece ad aumentare la tensione drammatica del giuramento: la tavolozza di David è composta prevalentemente da bruni e grigi che dominano la scena, e da alcune note squillanti costituite dai rossi, dagli azzurri, dai bianchi e dai gialli.